# فینال‌های ان‌بی‌ای ۲۰۰۱
فینال‌های ان‌بی‌ای ۲۰۰۱ دور قهرمانی فصل ۰۱–۲۰۰۰ رقابت‌های اتحادیهٔ ملی بسکتبال (ان‌بی‌ای) و پایان‌بخش بازی‌های حذفی ۲۰۰۱ می‌باشد. لس آنجلس لیکرز مدافع عنوان قهرمانی و قهرمان کنفرانس غرب به مصاف فیلادلفیا سونتی‌سیکسرز قهرمان کنفرانس شرق رفت که به صورت بهترین از هفت و با مزیت بازی خانگی برای تیم لیکرز همراه بود.
لیکرز سری را با نتیجهٔ ۴ بر ۱ برد و برای دومین بار پیاپی به قهرمانی لیگ رسید. شکیل اونیل نیز به عنوان باارزش‌ترین بازیکن سری نامیده شد.
سونتی‌سیکسرز در بازی نخست با ۴۸ امتیازی که آلن آیورسن، ام‌وی‌پی فصل برای این تیم کسب کرد، توانست لیکرز را با حساب ۱۰۷–۱۰۱ در وقت اضافه شکست بدهد. این تنها باخت تحمیل شده بر لیکرز در بازی‌های حذفی بود.
با این حال لیکرز در چهار بازی بعدی با پرتاب‌های از راه دور و ریباندهای فراوان خود توانست سری را از آن خود کند. آن‌ها در بازی ۴ و ۵ توانستند با اختلاف دو رقمی حریف خود را مغلوب کنند و با اقتدار سری را از آن خود کنند.

## پیش‌زمینه

### مسیر فینال‌ها
| کنفرانس غرب | کنفرانس غرب           | کنفرانس غرب | کنفرانس غرب | کنفرانس غرب | کنفرانس غرب   |
| #           | تیم                   | برد         | باخت        | درصد برد    | بازی‌های پشت‌سر |
| ----------- | --------------------- | ----------- | ----------- | ----------- | ------------- |
| ۱           | z-سن آنتونیو اسپرز    | ۵۸          | ۲۴          | ۰٫۷۰۷       | –             |
| ۲           | y-لس آنجلس لیکرز      | ۵۶          | ۲۶          | ۰٫۶۸۳       | ۲             |
| ۳           | x-ساکرامنتو کینگز     | ۵۵          | ۲۷          | ۰٫۶۷۱       | ۳             |
| ۴           | x-یوتا جاز            | ۵۳          | ۲۹          | ۰٫۶۴۶       | ۵             |
| ۵           | x-دالاس ماوریکس       | ۵۳          | ۲۹          | ۰٫۶۴۶       | ۵             |
| ۶           | x-فینیکس سانز         | ۵۱          | ۳۱          | ۰٫۶۲۲       | ۷             |
| ۷           | x-پورتلند تریل بلیزرز | ۵۰          | ۳۲          | ۰٫۶۱۰       | ۸             |
| ۸           | x-مینه‌سوتا تیمبرولوز  | ۴۷          | ۳۵          | ۰٫۵۷۳       | ۱۱            |
|             |                       |             |             |             |               |
| ۹           | هیوستون راکتس         | ۴۵          | ۳۷          | ۰٫۵۴۹       | ۱۳            |
| ۱۰          | سیاتل سوپرسانیکس      | ۴۴          | ۳۸          | ۰٫۵۳۷       | ۱۴            |
| ۱۱          | دنور ناگتس            | ۴۰          | ۴۲          | ۰٫۴۸۸       | ۱۸            |
| ۱۲          | لس آنجلس کلیپرز       | ۳۱          | ۵۱          | ۰٫۳۷۸       | ۲۷            |
| ۱۳          | ونکوور گریزلیز        | ۲۳          | ۵۹          | ۰٫۲۸۰       | ۳۵            |
| ۱۴          | گلدن استیت واریرز     | ۱۷          | ۶۵          | ۰٫۲۰۷       | ۴۱            |

| کنفرانس شرق | کنفرانس شرق             | کنفرانس شرق | کنفرانس شرق | کنفرانس شرق | کنفرانس شرق   |
| #           | تیم                     | برد         | باخت        | درصد برد    | بازی‌های پشت‌سر |
| ----------- | ----------------------- | ----------- | ----------- | ----------- | ------------- |
| ۱           | c-فیلادلفیا سونتی‌سیکسرز | ۵۶          | ۲۶          | ۰٫۶۸۳       | –             |
| ۲           | y-میلواکی باکس          | ۵۲          | ۳۰          | ۰٫۶۳۴       | ۴             |
| ۳           | x-میامی هیت             | ۵۰          | ۳۲          | ۰٫۶۱۰       | ۶             |
| ۴           | x-نیویورک نیکس          | ۴۸          | ۳۴          | ۰٫۵۸۵       | ۸             |
| ۵           | x-تورنتو رپترز          | ۴۷          | ۳۵          | ۰٫۵۷۳       | ۹             |
| ۶           | x-شارلوت هورنتس         | ۴۶          | ۳۶          | ۰٫۵۶۱       | ۱۰            |
| ۷           | x-اورلندو مجیک          | ۴۳          | ۳۹          | ۰٫۵۲۴       | ۱۳            |
| ۸           | x-ایندیانا پیسرز        | ۴۱          | ۴۱          | ۰٫۵۰۰       | ۱۵            |
|             |                         |             |             |             |               |
| ۹           | بوستون سلتیکس           | ۳۶          | ۴۶          | ۰٫۴۳۹       | ۲۰            |
| ۱۰          | دیترویت پیستونز         | ۳۲          | ۵۰          | ۰٫۳۹۰       | ۲۴            |
| ۱۱          | کلیولند کاوالیرز        | ۳۰          | ۵۲          | ۰٫۳۶۶       | ۲۶            |
| ۱۲          | نیوجرسی نتس             | ۲۶          | ۵۶          | ۰٫۳۱۷       | ۳۰            |
| ۱۳          | آتلانتا هاوکس           | ۲۵          | ۵۷          | ۰٫۳۰۵       | ۳۱            |
| ۱۴          | واشینگتن ویزاردز        | ۱۹          | ۶۳          | ۰٫۲۳۲       | ۳۷            |
| ۱۵          | شیکاگو بولز             | ۱۵          | ۶۷          | ۰٫۱۸۳       | ۴۲            |

### سری‌های فصل عادی
دو تیم دو بار در فصل عادی با هم دیدار کردند که با برد خانگی هر دو همراه بود:
| ۵ دسامبر ۲۰۰۰ |

|  |

| فیلادلفیا سونتی‌سیکسرز ۸۵, لس آنجلس لیکرز ۹۶ |

| ۱۴ فوریه ۲۰۰۱ |

|  |

| لس آنجلس لیکرز ۹۷, فیلادلفیا سونتی‌سیکسرز ۱۱۲ |

## خلاصه سری
| بازی   | تاریخ             | تیم مهمان             | نتیجه                     | تیم میزبان            |
| ------ | ----------------- | --------------------- | ------------------------- | --------------------- |
| بازی ۱ | چهارشنبه، ۶ ژوئن  | فیلادلفیا سونتی‌سیکسرز | ۱۰۷–۱۰۱ (وقت اضافه) (۱–۰) | لس آنجلس لیکرز        |
| بازی ۲ | جمعه، ۸ ژوئن      | فیلادلفیا سونتی‌سیکسرز | ۸۹–۹۸ (۱–۱)               | لس آنجلس لیکرز        |
| بازی ۳ | یکشنبه، ۱۰ ژوئن   | لس آنجلس لیکرز        | ۹۶–۹۱ (۲–۱)               | فیلادلفیا سونتی‌سیکسرز |
| بازی ۴ | چهارشنبه، ۱۳ ژوئن | لس آنجلس لیکرز        | ۱۰۰–۸۶ (۳–۱)              | فیلادلفیا سونتی‌سیکسرز |
| بازی ۵ | جمعه، ۱۵ ژوئن     | لس آنجلس لیکرز        | ۱۰۸–۹۶ (۴–۱)              | فیلادلفیا سونتی‌سیکسرز |

### بازی ۱
| ۶ ژوئن |

| Recap توسط Wayback Machine (بایگانی‌شده مه ۹, ۲۰۰۹) |

| فیلادلفیا سونتی‌سیکسرز ۱۰۷, لس آنجلس لیکرز ۱۰۱ (OT)                  |  |                                                                                            |
| امتیاز بر پایه وقت: ۲۲–۲۳, ۳۴–۲۷, ۲۳–۲۷, ۱۵–۱۷, وقت اضافه: ۱۳–۷     |  |                                                                                            |
| امتیاز: آلن آیورسن ۴۸ ریباند: دیکمبه موتومبو ۱۶ پاس : Aaron McKie ۹ |  | امتیاز: شکیل اونیل ۴۴ ریباند: شکیل اونیل ۲۰ پاس: کوبی برایانت، Rick Fox, شکیل اونیل همگی ۵ |
| فیلادلفیا پیشتاز سری، ۱–۰                                           |  |                                                                                            |

### بازی ۲
| ۸ ژوئن |

| Recap توسط Wayback Machine (بایگانی‌شده آوریل ۱, ۲۰۰۹) |

| فیلادلفیا سونتی‌سیکسرز ۸۹, لس آنجلس لیکرز ۹۸                         |  |                                                                 |
| امتیاز بر پایه وقت: ۲۴–۲۵, ۲۳–۲۴, ۲۰–۲۸, ۲۲–۲۱                      |  |                                                                 |
| امتیاز: آلن آیورسن ۲۳ ریباند: دیکمبه موتومبو ۱۳ پاس : Aaron McKie ۶ |  | امتیاز: کوبی برایانت ۳۱ ریباند: شکیل اونیل ۲۰ پاس: شکیل اونیل ۹ |
| سری برابر، ۱–۱                                                      |  |                                                                 |

### بازی ۳
| ۱۰ ژوئن |

| "Recap". Archived from the original on 2009-04-01. Retrieved 2011-07-02.{{cite web}}: نگهداری یادکرد:ربات:وضعیت نامعلوم پیوند اصلی (link) |

| لس آنجلس لیکرز ۹۶, فیلادلفیا سونتی‌سیکسرز ۹۱                                                                 |  |                                                                                     |
| امتیاز بر پایه وقت: ۲۵–۲۵, ۳۰–۲۰, ۱۸–۲۱, ۲۳–۲۵                                                              |  |                                                                                     |
| امتیاز: کوبی برایانت ۳۲ ریباند: شکیل اونیل ۱۲ پاس : کوبی برایانت، رابرت هوری، شکیل اونیل، برایان شاو همگی ۳ |  | امتیاز: آلن آیورسن ۳۵ ریباند: آلن آیورسن، دیکمبه موتومبو همگی ۱۲ پاس: Aaron McKie ۸ |
| لس آنجلس پیشتاز سری، ۲–۱                                                                                    |  |                                                                                     |

### بازی ۴
| ۱۳ ژوئن |

| "Recap". Archived from the original on 2009-04-01. Retrieved 2011-07-02.{{cite web}}: نگهداری یادکرد:ربات:وضعیت نامعلوم پیوند اصلی (link) |

| لس آنجلس لیکرز ۱۰۰, فیلادلفیا سونتی‌سیکسرز ۸۶                     |  |                                                                             |
| امتیاز بر پایه وقت: ۲۲–۱۴, ۲۹–۲۳, ۲۶–۲۲, ۲۳–۲۷                   |  |                                                                             |
| امتیاز: شکیل اونیل ۳۴ ریباند: شکیل اونیل ۱۴ پاس : کوبی برایانت ۹ |  | امتیاز: آلن آیورسن ۳۵ ریباند: دیکمبه موتومبو ۹ پاس: آلن آیورسن، Snow همگی ۴ |
| لس آنجلس پیشتاز سری، ۳–۱                                         |  |                                                                             |

### بازی ۵
| ۱۵ ژوئن |

| "Recap". Archived from the original on 2009-04-01. Retrieved 2011-07-02.{{cite web}}: نگهداری یادکرد:ربات:وضعیت نامعلوم پیوند اصلی (link) |

| لس آنجلس لیکرز ۱۰۸, فیلادلفیا سونتی‌سیکسرز ۹۶                               |  |                                                                |
| امتیاز بر پایه وقت: ۲۴–۲۷, ۲۸–۲۱, ۳۱–۲۰, ۲۵–۲۸                             |  |                                                                |
| امتیاز: شکیل اونیل ۲۹ ریباند: شکیل اونیل ۱۳ پاس : کوبی برایانت، Fox همگی ۶ |  | امتیاز: آلن آیورسن ۳۷ ریباند: Tyrone Hill ۱۳ پاس: Eric Snow ۱۲ |
| لس آنجلس برندهٔ سری، ۴–۱                                                    |  |                                                                |

## آمارهای بازیکنان
لس آنجلس لیکرز
| بازیکن           | GP | GS | MPG  | FG%   | 3FG%  | FT%   | RPG  | APG | SPG | BPG | PPG  |
| ---------------- | -- | -- | ---- | ----- | ----- | ----- | ---- | --- | --- | --- | ---- |
| Kobe Bryant      | ۵  | ۵  | ۴۶٫۸ | ۰٫۴۱۵ | ۰٫۳۳۳ | ۰٫۸۴۲ | ۷٫۸  | ۵٫۸ | ۱٫۴ | ۱٫۴ | ۲۴٫۶ |
| Derek Fisher     | ۵  | ۵  | ۳۱٫۶ | ۰٫۴۳۶ | ۰٫۵۲۶ | ۰٫۸۳۳ | ۱٫۲  | ۲٫۰ | ۱٫۶ | ۰٫۲ | ۹٫۸  |
| Rick Fox         | ۵  | ۵  | ۳۲٫۸ | ۰٫۴۴۱ | ۰٫۴۶۷ | ۰٫۹۲۳ | ۴٫۶  | ۳٫۸ | ۱٫۲ | ۰٫۴ | ۹٫۸  |
| Horace Grant     | ۵  | ۵  | ۲۴٫۶ | ۰٫۲۹۴ | ۰٫۰۰۰ | ۰٫۷۵۰ | ۵٫۶  | ۰٫۶ | ۰٫۴ | ۱٫۴ | ۵٫۲  |
| Ron Harper       | ۳  | ۰  | ۸٫۳  | ۰٫۶۲۵ | ۰٫۳۳۳ | ۰٫۶۶۷ | ۱٫۷  | ۱٫۰ | ۰٫۳ | ۰٫۳ | ۴٫۳  |
| Robert Horry     | ۵  | ۰  | ۲۵٫۴ | ۰٫۵۶۰ | ۰٫۶۱۵ | ۱٫۰۰۰ | ۵٫۰  | ۱٫۲ | ۰٫۸ | ۱٫۴ | ۸٫۴  |
| Tyronn Lue       | ۵  | ۰  | ۱۴٫۶ | ۰٫۵۸۳ | ۰٫۶۶۷ | ۰٫۰۰۰ | ۰٫۸  | ۱٫۴ | ۱٫۴ | ۰٫۲ | ۳٫۶  |
| Mark Madsen      | ۲  | ۰  | ۱٫۵  | ۰٫۰۰۰ | ۰٫۰۰۰ | ۰٫۰۰۰ | ۰٫۵  | ۰٫۰ | ۰٫۰ | ۰٫۵ | ۰٫۰  |
| Shaquille O'Neal | ۵  | ۵  | ۴۵٫۰ | ۰٫۵۷۳ | ۰٫۰۰۰ | ۰٫۵۱۳ | ۱۵٫۸ | ۴٫۸ | ۰٫۴ | ۳٫۴ | ۳۳٫۰ |
| Brian Shaw       | ۵  | ۰  | ۱۸٫۶ | ۰٫۳۰۰ | ۰٫۳۰۰ | ۰٫۶۰۰ | ۳٫۲  | ۲٫۸ | ۰٫۸ | ۰٫۰ | ۳٫۶  |

فیلادلفیا سونتی‌سیکسرز
| بازیکن          | GP | GS | MPG  | FG%   | 3FG%  | FT%   | RPG  | APG | SPG | BPG | PPG  |
| --------------- | -- | -- | ---- | ----- | ----- | ----- | ---- | --- | --- | --- | ---- |
| Raja Bell       | ۵  | ۰  | ۱۵٫۸ | ۰٫۳۰۸ | ۰٫۰۰۰ | ۰٫۵۰۰ | ۱٫۸  | ۰٫۸ | ۲٫۰ | ۰٫۰ | ۲٫۶  |
| Rodney Buford   | ۳  | ۰  | ۴٫۳  | ۰٫۱۶۷ | ۰٫۰۰۰ | ۰٫۰۰۰ | ۲٫۰  | ۰٫۰ | ۰٫۰ | ۰٫۰ | ۰٫۷  |
| Matt Geiger     | ۵  | ۰  | ۱۰٫۸ | ۰٫۶۶۷ | ۰٫۰۰۰ | ۱٫۰۰۰ | ۱٫۰  | ۰٫۴ | ۰٫۲ | ۰٫۰ | ۵٫۲  |
| Tyrone Hill     | ۵  | ۵  | ۲۸٫۲ | ۰٫۳۹۴ | ۰٫۰۰۰ | ۰٫۷۷۸ | ۶٫۶  | ۰٫۴ | ۰٫۰ | ۱٫۲ | ۶٫۶  |
| Allen Iverson   | ۵  | ۵  | ۴۷٫۴ | ۰٫۴۰۷ | ۰٫۲۸۲ | ۰٫۷۲۹ | ۵٫۶  | ۳٫۸ | ۱٫۸ | ۰٫۲ | ۳۵٫۶ |
| Jumaine Jones   | ۵  | ۴  | ۱۲٫۴ | ۰٫۴۰۰ | ۰٫۵۰۰ | ۰٫۰۰۰ | ۲٫۰  | ۰٫۲ | ۰٫۲ | ۰٫۴ | ۲٫۰  |
| George Lynch    | ۲  | ۰  | ۷٫۰  | ۰٫۳۳۳ | ۰٫۰۰۰ | ۰٫۰۰۰ | ۲٫۵  | ۰٫۵ | ۱٫۰ | ۰٫۰ | ۱٫۰  |
| Todd MacCulloch | ۵  | ۰  | ۶٫۲  | ۰٫۴۱۷ | ۰٫۰۰۰ | ۰٫۷۵۰ | ۱٫۴  | ۰٫۰ | ۰٫۰ | ۰٫۰ | ۲٫۶  |
| Aaron McKie     | ۵  | ۵  | ۴۱٫۴ | ۰٫۳۱۳ | ۰٫۴۴۴ | ۰٫۶۶۷ | ۵٫۴  | ۶٫۰ | ۱٫۲ | ۰٫۶ | ۸٫۰  |
| Dikembe Mutombo | ۵  | ۵  | ۴۱٫۶ | ۰٫۶۰۰ | ۰٫۰۰۰ | ۰٫۶۹۲ | ۱۲٫۲ | ۰٫۴ | ۰٫۴ | ۲٫۲ | ۱۶٫۸ |
| Kevin Ollie     | ۵  | ۰  | ۳٫۰  | ۰٫۳۳۳ | ۰٫۰۰۰ | ۱٫۰۰۰ | ۰٫۲  | ۰٫۲ | ۰٫۰ | ۰٫۰ | ۱٫۰  |
| Eric Snow       | ۵  | ۱  | ۳۲٫۸ | ۰٫۴۰۷ | ۰٫۰۰۰ | ۰٫۷۳۱ | ۴٫۴  | ۶٫۰ | ۱٫۶ | ۰٫۲ | ۱۲٫۶ |